# Königreich Thonburi

Flagge des Reiches Thonburi

Das Königreich Thonburi (Thai: อาณาจักรธนบุรี) wurde vom siamesischen König Taksin dem Großen 1768 nach der totalen Zerstörung der alten Hauptstadt Ayutthaya errichtet und bestand bis 1782. Taksins Nachfolger, Rama I., ließ am gegenüberliegenden Ufer der Stadt Thonburi die neue Hauptstadt Bangkok errichten. Die Stadt Thonburi wurde später Provinzhauptstadt und 1972 in Bangkok eingemeindet.

## Anfänge von Thonburi

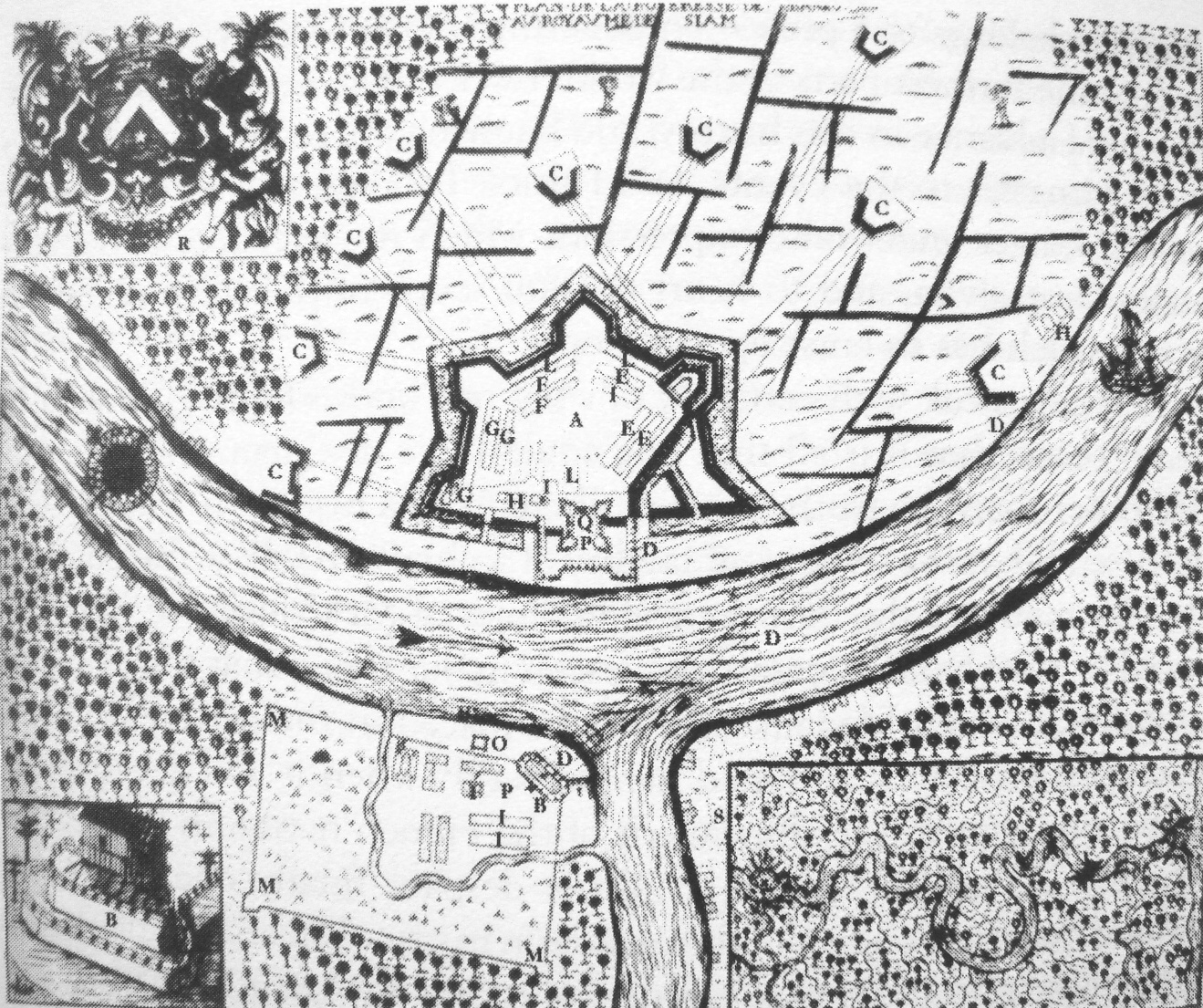
Thonburi (oben links) gegenüber dem Fort

Das über Jahrhunderte Südostasien beherrschende Königreich Ayutthaya wurde 1767 von den Birmanen vollständig dem Erdboden gleichgemacht, und die Gegend um die alte Hauptstadt war für längere Zeit unbewohnbar. Ein Teil des Territoriums wurde von den Birmanen und ihren Verbündeten besetzt, an anderen Orten beanspruchten lokale Anführer Unabhängigkeit vom alten Reich, so zum Beispiel in Phimai, Chanthaburi und Nakhon Si Thammarat. Der Prinz (chao) Tak, ein tüchtiger Militärführer chinesischer Abstammung, floh vor dem Fall von Ayutthaya mit einigen Hundert Soldaten, machte sich selbst zum obersten Anführer und ging zunächst nach Chanthaburi, das er einnahm und als seine Basis ausbauen ließ. Hier hob er weitere Truppen aus und marschierte zur Mündung des Mae Nam Chao Phraya (Chao-Phraya-Fluss), wo er das Fort Thonburi einnahm. Nur sieben Monate nach der vernichtenden Niederlage eroberte Tak die alte Hauptstadt von den Birmanen zurück und trieb sie aus dem Land.
In der Folge versuchte der birmanische König Hsinbyushin die Siamesen wieder unter Kontrolle zu bringen; dazu beauftragte er den Befehlshaber von Tavoy, dessen Armeen über Sai Yok nach Siam eindrangen und die Garnison von Tak bei Bang Kung (heute in der Provinz Samut Songkhram) belagerten. Tak, der zwischenzeitlich den neuen Namen Taksin erhalten hatte, sandte zur Entlastung der Belagerung nach seiner Flotte. Die heranrückenden siamesischen Truppen umfassten ihrerseits die Belagerer und schlugen sie nach heftigen Kämpfen. Da Ayutthaya als Hauptstadt nicht mehr infrage kam, gründete Taksin auf dem Westufer des Chao Phraya bei Thonburi die neue Stadt Thonburi Sri Mahasamut, die er binnen eines Jahres errichten ließ. 1768 krönte er sich selbst zum König Boromaraja IV., doch war er in der Bevölkerung unter dem Namen Taksin bekannt.

## Wiederaufbau und Expansion

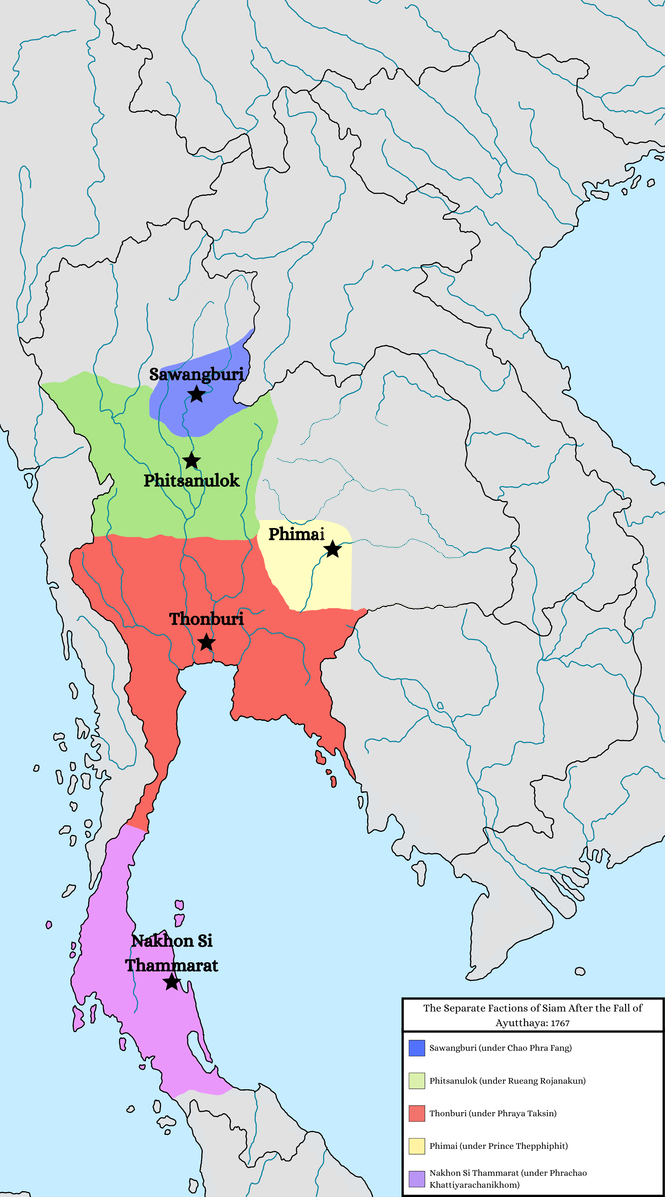
Konkurrierende Herrschaften auf dem Gebiet von Siam nach dem Untergang Ayutthayas

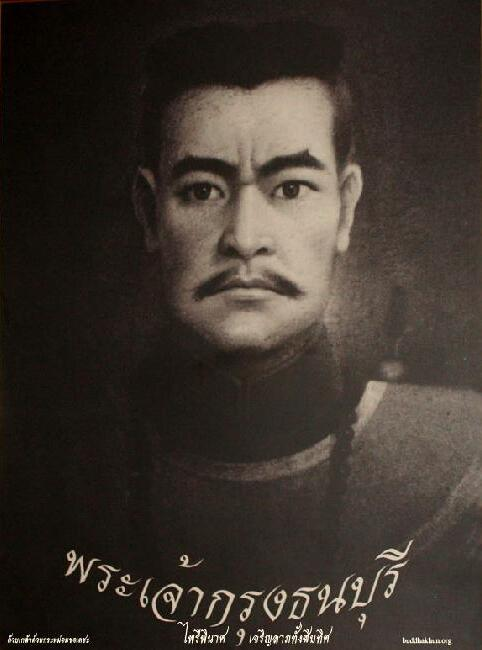
König Taksin (reg. 1768 bis 1782)

Auch im Jahr nach der Errichtung des neuen Königreichs gab es immer noch lokale Kriegsherren, die die Souveränität Thonburis nicht anerkannten. Taksin wandte sich zunächst nach Phitsanulok, dessen Anführer das nördliche Chao-Phraya-Becken beherrschte. Im Kampf wurde der König verwundet, so dass man den Angriff abbrechen musste, nicht ohne die Kräfte in Phitsanulok geschwächt zu haben. Ein späterer Zug gegen die Stadt, der vom Befehlshaber von Sankhaburi angeführt wurde, war dann erfolgreich. Im gleichen Jahr sandte Taksin seine beiden Generäle Bunma und Thong Duang (den späteren König Rama I.) nach Phimai, um den dort regierenden Prinzen Thep Phiphit, zur Räson zu bringen, der behauptete, aus der alten königlichen Linie Ayutthayas abzustammen. Er floh nach Vientiane und wurde später gefangen und hingerichtet.
1769 wandte Taksin seine Aufmerksamkeit gen Süden und sandte General Thong Duang, der mittlerweile den Titel Phraya Aphaironnarit trug, um den Herrscher von Nakhon Si Thammarat von der Oberhoheit Thonburis zu überzeugen. Der Herrscher floh nach Pattani, konnte aber verhaftet und zu Taksin gebracht werden. Der König setzte ihn als Provinzgouverneur von Nakhon Si Thammarat ein und verpflichtete ihn zur Treue gegenüber dem neuen Königreich.
Ebenfalls 1769 gelangte der Vizekönig von Kambodscha, Ang Non, auf seiner Flucht vor König Narairaja nach Thonburi und bat um Hilfe. Taksin erkannte die Gelegenheit, Kambodscha wieder unter siamesische Herrschaft zu bringen und verlangte von Narairaja die Zahlung von Tribut, was dieser ablehnte. Daraufhin drangen siamesische Truppen unter Phraya Aphaironnarit und Phraya Anuchit Racha (Bunma) nach Kambodscha ein und nahmen Siem Reap und Battambang ein. Währenddessen war Taksin nach Nakhon Si Thammarat gegangen und die politische Situation in Thonburi wurde instabil. Die Siamesen zogen sich deshalb aus Kambodscha zurück und sicherten die Hauptstadt.
Zu dieser Zeit gab es nur einen mächtigen Gegner des König Taksin, nämlich den Befehlshaber eines Mueang Sawangkhaburi (สวางคบุรี, beim heutigen Wat Phra Fang in Uttaradit). Dieser war ein buddhistischer Mönch namens Chao Phra Fang (Thai: พระฝาง), der zwar die Robe trug, ansonsten aber sehr weltlich über die nördlichen Gebiete Siams herrschte. 1768 hatte er die Herrschaft über Phitsanulok an sich gerissen und konnte sein Gebiet bis nach Nakhon Sawan ausdehnen. 1770 sandte er Truppen nach Chai Nat, was König Taksin dazu veranlasste, kurzerhand in Sawangkhaburi einzumarschieren, um der Bedrohung aus dem Norden Herr zu werden. Die königliche Flotte fuhr auf dem Chao Phraya nach Norden und nahm Phitsanulok ohne große Probleme. Von dort aus sandte er zwei Armeen unter den Generälen Bunma und Phichai gegen Sawangkhaburi, die nach drei Tagen Belagerung den Mueang einnehmen konnten. Chao Phra Fang wurde nicht mehr gesehen. Taksin überwachte die Zählung der Bevölkerung von Phitsanulok und ernannte dann General Bunma zum Phraya Surasi und Gouverneur von Phitsanulok, also des gesamten Nordens seines Reiches. Dessen Bruder Phraya Aphaironnarit (Thong Duang) machte er zum Chao Phraya Chakri und Finanzaufseher des Reiches.
Nachdem der Norden befriedet war, wandte Taksin seine Aufmerksamkeit nach Kambodscha. Er befahl dem Chao Phraya Chakri den Einmarsch auf dem Landweg, er selbst machte sich mit dem kambodschanischen Prinzen Ang Non über das Meer auf, um Kambodscha anzugreifen. Mehrere Städte wurden eingenommen und König Narairaja vom Thron verdrängt. An seiner Stelle erhob Taksin den Prinzen Ang Non zum neuen König Reamraja. Narairaja wurde zum Vizekönig (Maha Uparat) ernannt.
Zwischen 1772 und 1776 tobten Kämpfe zwischen den Birmanen und dem neuen Reich Thonburi im Siamesisch-Birmanischen Krieg, der aufgrund des Ablebens des birmanischen Königs Hsinbyushin abgebrochen wurde. Kurz darauf geriet der Gouverneur des mächtigen Nakhon Ratchasima mit dem von Nangrong (heute Nakhon Nayok), der sich daraufhin an den König Sayakumane von Champasak um Hilfe wandte. Dies nahm Taksin zum Anlass, General Chakri mit seinen Truppen in Champasak einrücken zu lassen. Sayakumane floh, wurde gefangen genommen und in Ketten nach Bangkok geschafft. Taksin ließ ihn nach Champasak zurück, nachdem Sayakumane den Vasallenstatus Champasaks anerkannt hatte. General Chakri erhielt den Namen Somdet Chao Phraya Maha Kasatseuk. Bis 1780 brachte Taksin alle drei laotischen Reiche – neben Champasak auch Luang Phrabang und Vientiane – unter seine Oberhoheit. Bei den Auseinandersetzungen wurden zwei wertvolle Buddhastatuen nach Bangkok geschafft: der Smaragd-Buddha und der Phra Bang.

## Wirtschaftliche Probleme und Ende
Infolge der Verheerung durch die Birmanen und der ständigen Kriege gegen Kambodscha und Laos waren viele Siamesen entweder als Gefangene außer Landes oder beim Militär. Deshalb kam die Wirtschaft nicht recht in Gang, was zu Hungersnöten führte. Der König spendete aus seinem privaten und königlichen Vermögen, um die Not zu lindern, doch war dies nicht mehr als ein Tropfen auf den heißen Stein. Aufruhr und Korruption waren an der Tagesordnung.
Dies alles führte dazu, dass sich unterschiedliche Gruppen gegen Taksin stellten. Um seine Macht zu festigen, erklärte er sich zu einer göttlichen Figur (sotapanna) und zwang die buddhistischen Mönche, ihn als ihren Führer anzuerkennen. Als 1782 Thonburi erneut Truppen nach Laos und Kambodscha senden musste, um dort die Ruhe wiederherzustellen, rebellierte eine Gruppe Adliger. Sie konnten die Gewalt über die Hauptstadt erringen und zwangen den König, sein Amt aufzugeben und als Mönch in einem Tempel zu leben. Man wählte Phraya Chakri zum neuen König, der damit zum Gründer der noch heute regierenden Chakri-Dynastie wurde. Dieser befahl Taksin, aus dem Tempel auszutreten, und ließ ihn später in königlicher Manier in einem Samtsack zu Tode prügeln.
Von Thonburi wurde die neue Hauptstadt auf die Insel Rattanakosin im heutigen Bangkok verlegt, wo ein neuer Palast und ein großer Tempel errichtet wurden, der Wat Phra Kaeo.